# Alcázar de Albarracín
El alcázar de Albarracín es un castillo y yacimiento arqueológico de época medieval ubicado dentro del casco histórico de la localidad de Albarracín, en la provincia de Teruel (España).
Desde el punto de vista de la protección del patrimonio histórico español, está considerado como BIC (Bien de Interés Cultural) (fue declarado Monumento histórico-artístico junto con el resto de la muralla, perteneciente al Tesoro Artístico Nacional mediante decreto de 3 de junio de 1931) y forma parte del Conjunto Histórico-Monumental de la Ciudad de Albarracín. Constituye la única fortaleza y el único yacimiento arqueológico actualmente visitable en la comarca aragonesa Sierra de Albarracín.

## El proceso de recuperación
Entre 1993 y 1995 se desarrolló una intensa intervención arqueológica bajo la dirección de Octavio Collado Villalba, durante la cual también fue restaurado el recinto amurallado del castillo. Sus resultados permanecen inéditos. Entre 2004 y 2006 se ha desarrollado una nueva intervención arqueológica, en este caso dirigida por Antonio Hernández Pardos, vinculada con el proyecto de restauración y acondicionamiento para uso turístico del monumento. Se trata de uno de los más importantes conjuntos de cerámica medieval recuperados en Aragón, algunas de cuyas piezas han pasado a formar parte de la colección permanente del Museo de Teruel y del Museo de Albarracín. En la campaña de 2004 se intervino en la zona alta del castillo, documentándose la residencia principal de la fortaleza.
En la actualidad, el castillo está abierto al público y se puede recorrer a través de visitas guiadas organizadas desde el Museo de Albarracín.

## Evolución histórica
Si bien se ha recuperado algún material suelto de época protohistórica y romana, la primera ocupación constatada hay que situarla a partir del siglo X. Las fuentes árabes indican que durante el califato, el clan de los Banu Razín se hicieron con el control de un pequeño distrito de la Marca Superior, denominado as-Sahla o el llano, que correspondería con los cursos del Guadalaviar y Jiloca. Las estructuras más antiguas documentadas se fechan en la segunda mitad del siglo X.
Con la disgregación del califato, y la proclamación del nuevo soberano de la taifa, el castillo es transformado en la alcazaba del nuevo soberano de la Taifa de Albarracín. Las excavaciones arqueológicas han permitido descubrir en la parte alta del castillo un edificio de grandes dimensiones con patio central que correspondería a la residencia principal de la alcazaba taifa. El elemento urbanístico más interesante de este ámbito corresponde con el hammam o baño caliente, dotado de una cámara inferior para la circulación del aire caliente y una sala sobreelevada sostenida por pilarcillos. El conjunto se completa con la sala de fuego y la letrina. Su presencia dentro de la vivienda es un indicativo claro, no solo del estatus social de los inquilinos, sino del propio aparato social de la corte taifa, en el que el agua tenía una gran importancia simbólica. Durante la segunda mitad del siglo XI se erige un complejo de viviendas palatinas en la ladera sur de la alcazaba, formado por tres viviendas y una alhóndiga. Todas las viviendas cuentan con patio central enlosado y andenes, aunque destaca sobremanera la casa II, dotada de un pórtico con tres arcos. La fortaleza siguió ocupada hasta mediados del siglo XII, aunque de modo residual, habiéndose hallado indicios de abandono.
A partir de finales del siglo XII, las viviendas en la ladera sur son reocupadas, llevándose a cabo una amplia transformación el uso de los espacios, lo que pone de manifiesto un cambio social en los inquilinos. Esta modificación se relaciona claramente con la llegada de los feudales, aragoneses y navarros, que a partir de 1170 comienzan a colonizar la ciudad. Los ajuares cerámicos ponen de manifiesto una dependencia de los centros alfareros almohades levantinos.
Tras el asedio al que sometió Pedro III de Aragón a la ciudad de Albarracín, el castillo será reconstruido y transformado, arrasándose todas las construcciones existentes en el interior. El nuevo alcázar, sede del nuevo poder real, se dota de dos nuevos edificios de planta rectangular junto a la muralla oeste y sur destinados a albergar la pequeña guarnición.
La última ocupación del castillo está perfectamente atestiguada documental y arqueológicamente durante el último tercio del siglo XVI, cuando se instala un destacamento militar de Felipe II. Los documentos escritos testimonian la realización de obras albañilería en el castillo, el cual había quedado abandonado. Tras este último episodio, la fortaleza fue objeto de un profundo expolio y ruina.

## Conjunto urbanístico
Si bien la gran parte de la superficie del castillo permanece intacta, o, al menos, sin identificar, actualmente es posible hacerse una buena idea de la morfología urbanística, si bien hay que tener en cuenta la superposición de estructuras pertenecientes a diferentes épocas.
En la parte alta se han identificado tres ámbitos urbanísticos: la residencia principal, el edificio oriental y el recinto interior. La residencia principal corresponde a un gran edificio de planta ligeramente trapezoidal con patio central, bajo el cual se extienden dos aljibes gemelos de planta rectangular, con cuatro alas alrededor, una de las cuales alberga el hammam ya citado. Permaneció en uso desde el siglo XI hasta el XVI. El edificio oriental tiene planta rectangular y cuenta con potentes muros.
En la ladera sureste se pueden reconocer dos ámbitos: el complejo palatino formado por tres viviendas con patio central y los barracones militares junto a la torre.